# قلات (سرچهان)
قلات، روستایی در دهستان مروشکان بخش توجردی شهرستان سرچهان در استان فارس ایران است.

## جمعیت
بر پایه سرشماری عمومی نفوس و مسکن در سال ۱۳۹۵، جمعیت این روستا برابر با ۱۷۵ نفر (۵۲ خانوار) بوده است.